# هبة صالح
هبة صالح محمود أحمد ( من مواليد 3 يوليو 1996، الإسكندرية)، رياضية مصرية محترفة في لعبة رفع الأثقال.

## الحياة المهنية
حصلت هبة على أول ميدالية دولية في عمر 14، بالفوز بثلاث ميداليات ذهبية في عام 2010. وحققت الميدالية البرونزية لرفع الأثقال المصرية بدورة ألعاب التضامن الإسلامي 2013 في إندونيسيا في وزن 48 كجم، وفازت بـ 3 ذهبيات في فئة أقل من 48 كجم في الألعاب الأفريقية 2015 في برازافيل في جمهورية الكونغو الديمقراطية، في الخطف، والكلين، والمجموع العام، وذهبية البطولة العربية لألعاب القوى 2015، وأحرزت المركز الثامن في الخطف في بطولة العالم لرفع الأثقال تحت 20 سنة في بولندا في عام 2015، حيث رفعت 70 كجم في محاولة واحدة صحيحة فقط. وفازت بثلاث ذهبيات في منافسات في فئة أقل من 48 كجم للكبار للخطف والكلين والمجموع في البطولة العربية أفروآسيوية في مصر في عام 2017، وفازت بالميدالية البرونزية في نتر في فئة أقل من 48 كجم في ألعاب البحر الأبيض المتوسط 2018، وفي عام 2019، فازت بالميدالية الذهبية في وزن أقل من 49 كجم في بطولة أفريقيا، وميداليتين فضيتين في وزن أقل من 49 كجم في الألعاب الأفريقية، في الكلين، والمجموع.

## روابط خارجية
هبة صالح على موقع الاتحاد الدولي (الإنجليزية)
- هبة صالح على موقع IAT Database Weightlifting (الألمانية)